# Martti Vainio
Martti Vainio (Finlandia, 30 de diciembre de 1950) es un atleta finlandés, especializado en la prueba de 5000 m en la que llegó a ser medallista de bronce del mundo en 1983.

## Carrera deportiva
En el Mundial de Helsinki 1983 ganó la medalla de bronce en los 5000 metros, corriéndolos en un tiempo de 13:30.34 segundos, lo que lo sitúo tras el irlandés Eamonn Coghlan y el alemán Werner Schildhauer.